# Kilbeggan
Kilbeggan es una localidad situada en el condado de Westmeath de la provincia de Leinster (República de Irlanda), con una población en 2016 de 1288 habitantes.
Se encuentra ubicada en el centro del país, a poca distancia al este del río Shannon, y al oeste de Dublín.